# Tom Hiariej
Tom Jan Hiariej (Winschoten, 25 juli 1988) is een Nederlands voetballer die als verdediger of middenvelder uitkwam voor FC Emmen, SC Cambuur, FC Groningen en Central Coast Mariners.

## Carrière
In de jeugd speelde hij voor VV ZNC voor hij in de jeugdopleiding van FC Groningen kwam. De middenvelder werd gedurende het seizoen 2007/2008 door FC Groningen-trainer Ron Jans overgeheveld van de A1 naar het eerste elftal. In de wedstrijd van FC Groningen tegen N.E.C. op 23 januari 2008 was Hiariej voor het eerst trefzeker voor Groningen. Gedurende zijn tijd bij Groningen werd Hiariej tweemaal verhuurd; aan FC Emmen en SC Cambuur. In mei 2017 stapte hij over naar Australië om te gaan spelen in Gosford bij Central Coast Mariners. Na enkele weken met de selectie mee te hebben getraind, tekende hij in juli 2019 opnieuw een eenjarig contract bij FC Emmen.

### Carrièrestatistieken
| Seizoen         | Club                   | Competitie      | Competitie | Competitie | Beker | Beker | Internationaal | Internationaal | Overig | Overig | Totaal | Totaal |
| Seizoen         | Club                   | Competitie      | Wed.       | Dlp.       | Wed.  | Dlp.  | Wed.           | Dlp.           | Wed.   | Dlp.   | Wed.   | Dlp.   |
| --------------- | ---------------------- | --------------- | ---------- | ---------- | ----- | ----- | -------------- | -------------- | ------ | ------ | ------ | ------ |
| 2007/08         | FC Groningen           | Eredivisie      | 21         | 1          | 0     | 0     | 0              | 0              | 0      | 0      | 21     | 1      |
| 2008/09         | FC Groningen           | Eredivisie      | 12         | 0          | 1     | 0     | 0              | 0              | 0      | 0      | 13     | 0      |
| 2009/10         | FC Groningen           | Eredivisie      | 15         | 0          | 0     | 0     | 0              | 0              | 0      | 0      | 15     | 0      |
| 2010/11         | FC Groningen           | Eredivisie      | 27         | 2          | 4     | 1     | 0              | 0              | 0      | 0      | 31     | 3      |
| 2011/12         | FC Groningen           | Eredivisie      | 25         | 0          | 1     | 0     | 0              | 0              | 0      | 0      | 26     | 0      |
| 2012/13         | FC Groningen           | Eredivisie      | 3          | 0          | 1     | 0     | 0              | 0              | 0      | 0      | 4      | 0      |
| 2012/13         | → FC Emmen             | Eerste divisie  | 12         | 0          | 0     | 0     | 0              | 0              | 0      | 0      | 12     | 0      |
| 2013/14         | FC Groningen           | Eredivisie      | 19         | 0          | 3     | 0     | 0              | 0              | 0      | 0      | 22     | 0      |
| 2014/15         | FC Groningen           | Eredivisie      | 16         | 0          | 3     | 0     | 0              | 0              | 0      | 0      | 19     | 0      |
| 2015/16         | FC Groningen           | Eredivisie      | 4          | 0          | 1     | 0     | 0              | 0              | 1      | 0      | 6      | 0      |
| 2015/16         | → SC Cambuur           | Eredivisie      | 10         | 0          | 0     | 0     | 0              | 0              | 0      | 0      | 10     | 0      |
| 2016/17         | FC Groningen           | Eredivisie      | 23         | 0          | 2     | 0     | 0              | 0              | 2      | 0      | 27     | 0      |
| 2017/18         | Central Coast Mariners | A-League        | 19         | 0          | 1     | 0     | 0              | 0              | 0      | 0      | 20     | 0      |
| 2018/19         | Central Coast Mariners | A-League        | 18         | 0          | 0     | 0     | 0              | 0              | 0      | 0      | 18     | 0      |
| 2019/20         | FC Emmen               | Eredivisie      | 17         | 0          | 1     | 0     | 0              | 0              | 0      | 0      | 18     | 0      |
| Carrière totaal | Carrière totaal        | Carrière totaal | 241        | 3          | 18    | 1     | 0              | 0              | 3      | 0      | 252    | 4      |

## Interlandcarrière
Hiariej was ook Nederlands jeugdinternational. Hij kwam meerdere malen in actie voor vertegenwoordigende jeugdelftallen. Ook maakte hij onderdeel uit van het succesvolle elftal onder 17, dat als derde eindigde op het jeugdwereldkampioenschap in Peru in 2005.
Hij kwam tevens eenmaal uit in het Nederlands voetbalelftal onder 21.
Nederland onder 21
Op 26 maart 2008 debuteerde Tom Hiariej voor Nederland –21 in een kwalificatiewedstrijd tegen Estland –21 (3 – 0).
| Interlands van Tom Hiariej  | Interlands van Tom Hiariej  | Interlands van Tom Hiariej  | Interlands van Tom Hiariej  | Interlands van Tom Hiariej  | Interlands van Tom Hiariej  |
| №                           | Datum                       | Wedstrijd                   | Uitslag                     | Soort wedstrijd             | Doelpunten                  |
| Als speler bij FC Groningen | Als speler bij FC Groningen | Als speler bij FC Groningen | Als speler bij FC Groningen | Als speler bij FC Groningen | Als speler bij FC Groningen |
| --------------------------- | --------------------------- | --------------------------- | --------------------------- | --------------------------- | --------------------------- |
| 1.                          | 26 maart 2008               | Nederland – Estland         | 3 – 0                       | Kwalificatie EK 2009 –21    | 0                           |
| 2.                          | 9 september 2008            | Zwitserland – Nederland     | 1 – 0                       | Kwalificatie EK 2009 –21    | 0                           |

Nederlands Beloftenelftal
Op 6 februari 2008 debuteerde Tom Hiariej voor het Nederlands Beloftenelftal in een vriendschappelijke wedstrijd tegen Denemarken –21 (2 – 1).
| Interlands van Tom Hiariej  | Interlands van Tom Hiariej  | Interlands van Tom Hiariej  | Interlands van Tom Hiariej  | Interlands van Tom Hiariej  | Interlands van Tom Hiariej  |
| №                           | Datum                       | Wedstrijd                   | Uitslag                     | Soort wedstrijd             | Doelpunten                  |
| Als speler bij FC Groningen | Als speler bij FC Groningen | Als speler bij FC Groningen | Als speler bij FC Groningen | Als speler bij FC Groningen | Als speler bij FC Groningen |
| --------------------------- | --------------------------- | --------------------------- | --------------------------- | --------------------------- | --------------------------- |
| 1.                          | 6 februari 2008             | Nederland – Denemarken      | 2 – 1                       | Vriendschappelijk           | 0                           |
| 2.                          | 20 mei 2008                 | Japan – Nederland           | 1 – 0                       | Vriendschappelijk           | 0                           |
| 3.                          | 24 mei 2008                 | Frankrijk – Nederland       | 0 – 1                       | Vriendschappelijk           | 0                           |
| 4.                          | 10 oktober 2008             | Oekraïne – Nederland        | 0 – 0                       | Vriendschappelijk           | 0                           |
| 5.                          | 11 februari 2009            | Nederland – Griekenland     | 4 – 1                       | Vriendschappelijk           | 0                           |
| 6.                          | 3 juni 2009                 | Argentinië – Nederland      | 4 – 0                       | Vriendschappelijk           | 0                           |
| 7.                          | 7 juni 2009                 | Egypte – Nederland          | 1 – 1                       | Vriendschappelijk           | 0                           |
| 8.                          | 12 juni 2009                | Argentinië – Nederland      | 1 – 0                       | Vriendschappelijk           | 0                           |

Nederland onder 19
Op 29 maart 2006 debuteerde Tom Hiariej voor Nederland –19 in een vriendschappelijke wedstrijd tegen Frankrijk –19 (2 – 2).
| Interlands van Tom Hiariej  | Interlands van Tom Hiariej  | Interlands van Tom Hiariej  | Interlands van Tom Hiariej  | Interlands van Tom Hiariej  | Interlands van Tom Hiariej  |
| №                           | Datum                       | Wedstrijd                   | Uitslag                     | Soort wedstrijd             | Doelpunten                  |
| Als speler bij FC Groningen | Als speler bij FC Groningen | Als speler bij FC Groningen | Als speler bij FC Groningen | Als speler bij FC Groningen | Als speler bij FC Groningen |
| --------------------------- | --------------------------- | --------------------------- | --------------------------- | --------------------------- | --------------------------- |
| 1.                          | 29 maart 2006               | Frankrijk – Nederland       | 1 – 1                       | Vriendschappelijk           | 0                           |
| 2.                          | 6 oktober 2006              | België – Nederland          | 1 – 3                       | Kwalificatie EK 2007 –19    | 0                           |
| 3.                          | 9 oktober 2006              | Nederland – Macau           | 1 – 0                       | Kwalificatie EK 2007 –19    | 0                           |
| 4.                          | 28 maart 2007               | Turkije – Nederland         | 1 – 0                       | Vriendschappelijk           | 0                           |
| 5.                          | 15 mei 2007                 | Tsjechië – Nederland        | 0 – 2                       | Kwalificatie EK 2007 –19    | 0                           |
| 6.                          | 17 mei 2007                 | Engeland – Nederland        | 1 – 2                       | Kwalificatie EK 2007 –19    | 0                           |
| 7.                          | 20 mei 2007                 | Nederland – Rusland         | 0 – 0                       | Kwalificatie EK 2007 –19    | 0                           |

Nederland onder 17
Op 5 augustus 2004 debuteerde Tom Hiariej voor Nederland –17 in een vriendschappelijke wedstrijd tegen Japan –17 (1 – 2).
| Interlands van Tom Hiariej  | Interlands van Tom Hiariej  | Interlands van Tom Hiariej   | Interlands van Tom Hiariej  | Interlands van Tom Hiariej  | Interlands van Tom Hiariej  |
| №                           | Datum                       | Wedstrijd                    | Uitslag                     | Soort wedstrijd             | Doelpunten                  |
| Als speler bij FC Groningen | Als speler bij FC Groningen | Als speler bij FC Groningen  | Als speler bij FC Groningen | Als speler bij FC Groningen | Als speler bij FC Groningen |
| --------------------------- | --------------------------- | ---------------------------- | --------------------------- | --------------------------- | --------------------------- |
| 1.                          | 5 augustus 2004             | Japan – Nederland            | 2 – 1                       | Vriendschappelijk           | 0                           |
| 2.                          | 7 augustus 2004             | Nederland – Mexico           | 4 – 1                       | Vriendschappelijk           | 0                           |
| 3.                          | 8 augustus 2004             | Nederland – Zuid-Korea       | 2 – 3                       | Vriendschappelijk           | 0                           |
| 4.                          | 15 september 2004           | Nederland – België           | 2 – 0                       | Vriendschappelijk           | 1                           |
| 5.                          | 29 september 2004           | Nederland – Zwitserland      | 4 – 2                       | Vriendschappelijk           | 0                           |
| 6.                          | 19 oktober 2004             | Nederland – Wales            | 0 – 0                       | Kwalificatie EK 2005 –17    | 0                           |
| 7.                          | 21 oktober 2004             | Nederland – Armenië          | 6 – 1                       | Kwalificatie EK 2005 –17    | 0                           |
| 8.                          | 23 oktober 2004             | Turkije – Nederland          | 1 – 1                       | Kwalificatie EK 2005 –17    | 0                           |
| 9.                          | 9 maart 2005                | Nederland – Oostenrijk       | 3 – 1                       | Vriendschappelijk           | 0                           |
| 10.                         | 20 september 2005           | Nederland – Brazilië         | 1 – 2                       | Eindronde WK 2005 –17       | 0                           |
| 11.                         | 23 september 2005           | Gambia – Nederland           | 0 – 2                       | Eindronde WK 2005 –17       | 0                           |
| 12.                         | 26 september 2005           | Verenigde Staten – Nederland | 0 – 2                       | Eindronde WK 2005 –17       | 0                           |
| 13.                         | 29 september 2005           | Mexico – Nederland           | 4 – 0                       | Eindronde WK 2005 –17       | 0                           |
| 14.                         | 2 oktober 2005              | Nederland – Turkije          | 2 – 1                       | Eindronde WK 2005 –17       | 0                           |

Nederland onder 16
Op 24 september 2003 debuteerde Tom Hiariej voor Nederland –16 in een vriendschappelijke wedstrijd tegen Polen –16 (2 – 2).
| Interlands van Tom Hiariej  | Interlands van Tom Hiariej  | Interlands van Tom Hiariej  | Interlands van Tom Hiariej  | Interlands van Tom Hiariej  | Interlands van Tom Hiariej  |
| №                           | Datum                       | Wedstrijd                   | Uitslag                     | Soort wedstrijd             | Doelpunten                  |
| Als speler bij FC Groningen | Als speler bij FC Groningen | Als speler bij FC Groningen | Als speler bij FC Groningen | Als speler bij FC Groningen | Als speler bij FC Groningen |
| --------------------------- | --------------------------- | --------------------------- | --------------------------- | --------------------------- | --------------------------- |
| 1.                          | 24 september 2003           | Polen – Nederland           | 2 – 2                       | Vriendschappelijk           | 0                           |
| 2.                          | 11 november 2003            | Nederland – ??              | 2 – 0                       | Vriendschappelijk           | 0                           |
| 3.                          | 6 januari 2004              | Nederland – Oekraïne        | 0 – 2                       | Vriendschappelijk           | 0                           |
| 4.                          | 8 januari 2004              | België – Nederland          | 1 – 1                       | Vriendschappelijk           | 0                           |
| 5.                          | 9 januari 2004              | Frankrijk – Nederland       | 4 – 0                       | Vriendschappelijk           | 0                           |
| 6.                          | 24 maart 2004               | Nederland – Israël          | 4 – 2                       | Vriendschappelijk           | 0                           |
| 7.                          | 27 april 2004               | Ierland – Nederland         | 2 – 1                       | Vriendschappelijk           | 0                           |
| 8.                          | 29 april 2004               | Ierland – Nederland         | 1 – 1                       | Vriendschappelijk           | 0                           |

## Erelijst
FC Groningen
| Nationaal          |    |         |
| Winnaar KNVB beker | 1x | 2014/15 |